# Сага о Нилсу Холгерсону
Сага о Нилсу Холгерсону (швед. Nils Holgerssons underbara resa genom Sverige, дословно: Чудесно путовање Нилса Холгерсона по Шведској) је фантастични роман за децу шведске књижевнице Селме Лагерлеф, прве жене добитнице Нобелове награде за књижевност. На шведском је први пут објављен у две књиге, 1906. и 1907. године. 
Као и многи водећи шведски интелектуалци свог времена, Селма Лагерлеф је била заговорник реформе шведског правописа. Када је први пут објављена, ова књига је такође била једна од првих која је усвојила нови правопис, прописан уредбом владе 7. априла 1906. 
Роман је на српском језику објављен и под насловом Сага о Смиреу.

## О књизи
Током 18. и 19. веку заштитници књижевности за децу — писци, издавачи или синдикати, трудили су се да подстакну надметање писаца да напишу књигу која би „објединила узбудљиво место једног доброг романа и образовну вредност једног уџбеника”. Сага о Нилсу Холгерсону један је од типских примера жанра образовног романа. Овакви романи у пракси би обично одиграли своју педагошку улогу у актуелном времену, а онда би нагло почели да застаревају.  С друге стране, крајем 19. века издавачи се окрећу закону максималне добити,
напустивши традицију квалитета, а комерцијализација је условила да књиге више не буду истовремено средство за образовање и разоноду, већ искључиво за разоноду, што је додатно
продубило јаз између књиге која се проучава у школи и оне која се чита из задовољства. У писању омладинских књига све оно што би било у домену васпитних, образовних и функционалних циљева могло је да опстане само уколико се повинују захтевима комерцијалних издавача. То је довело до хиперпродукције омладинских бестселера сумњивог квалитета и релативно малог броја врхунских остварења. Роман Селме Лагерлеф свакако спада међу њих.
С друге стране, после апсолутне доминације реализма у 19. веку, коју прати велика одбојност према фантастици, почетак 20. века у Сједињеним Америчким Државама је обележио велики тржишни успех култног серијала Оз (1900) Френка Баума, који је отворио пут за издања нових фантастичних наслова али и бројних епигона. Фантастика у књижевности за децу у првој деценији 20. века добија виши статус и у другим националним књижевностима, али и даље углавном прати линију бајковног стваралаштва. Сага о Нилсу Холгерсону је један од малобројних изузетака јер представља роман са јасним фантастичним оквиром.
Повод за објављивање књиге била је наруџбина одбора за уџбенике Шведског удружења учитеља основних школа да напише географску читанку за јавне школе. Чланови одбора желели су уџбенике „веће педагошка и књижевна вредност“ од оних које су тада биле у употреби. Сврха књиге је била да деца из ње науче географију, а истовремено да се земља прикаже на позитиван начин. Ђацима је требало приказати најлепше ствари које шведско село и шведска култура могу да понуде. У време када је Селма Лагерлеф написала ову књигу Шведска је пролазила кроз кризу националног идентитета. Године 1905. раскинута је Унија Шведске и Норвешке и „Швеђани су као нација остављени сами и збуњени”. Многи писци и уметници сматрали су тада да је њихова дужност да поново успоставе част и културу земље. Сага о Нилсу Холгерсону сматра се најуспешнијим делом направљеним у ту сврху. У уводу за енглеско издање Велма Свонстон Хауард каже: „Селма Лагерлеф посветила је три године проучавању природе и упознавању са животом животиња и птица. Тражила је до сада необјављена народна предања и легенде различитих покрајина. Ово је генијално уткала у своју причу”. Књижевница је, описујући лет дивљих гусака преко Шведске, представила историјских покрајина Шведске.
Данас се ова књига више не користи у настави географије у шведским школама, али и даље ужива статус најпревођенијег дела Селме Лагерлеф које је доживело велики успех широм света.

## Кратак садржај
Главни лик романа је четрнаестогодишњи дечак Нилс Холгерсон, коме је „главно уживање да једе и спава, а после тога највише воли да прави несташлуке”. Веома га забавља малтретирање животиња на породичној фарми. Док је његова породица у цркви, а он остављен у кући да учи напамет поглавља из Библије, Нилс мрежом улови гоблина швед. tomte. Томте му предлаже, ако га ослободи, да ће му дати огроман златник. Нилс одбија понуду и томте претвара Нилса у томта, што га учини малим, али и способним да разговара са животињама. Животиње са имања су одушевљене када виде дечака смањеног на њихову величину, јер су љуте на њега и гладне освете. Док се ово дешава фарму прелећу дивље гуске, током једне од својих миграција. Мартин, домаћи бели гусан са фарме, покушава да им се придружи. У покушају да спаси нешто пре него што се његова породица врати, Нилс се хвата за Мартинов врат док он успешно узлеће и придружује се дивљим птицама.
Дивље гуске, којима није нимало драго што им се придруже дечак и домаћа гуска, на крају их воде на авантуристичко путовање кроз све историјске провинције Шведске. На том путу упознају њихове природне карактеристике и економске ресурсе. Истовремено, ликови и ситуације са којима се сусрећу чине их бољима: домаћи гусан треба да докаже своју способност да лети као искусне дивље гуске, а Нилс треба да докаже гускама да може бити користан сапутник, упркос њиховим првобитним сумњама. Током путовања, Нилс сазнаје да би, ако докаже да се променио на боље, томте могао да буде расположен да га врати у нормалну величину.
Књига садржи и разне подзаплете, који се тичу људи и животиња које су на неки начин били у контакту са Нилсом или гускама. На пример, једно поглавље се усредсређује на човека из провинције који се осећа усамљено и отуђено у главном граду Стокхолму. Он сусреће симпатичног старог господина који му прича историју града. Касније се открива да је стари господин било нико други него Краљ Шведске, који се инкогнито шета парком. Ово може бити илустрација на који начин је Селма Лагерлеф читанци из географије дала карактер забавног романа.

### Поглавља
Оригинални роман Селме Лагерлеф објављен је у 2 тома, илустрован је и садржи укупно 55 поглавља. Први том, објављен 1906, садржи 21 поглавље, док 2. том, објављен 1907, садржи 34 поглавља (од 22 до 55). Кроз ова поглавља млади Нилс Холгерсон, пролазећи кроз своју авантуру, пролази и кроз различите пределе Шведске, следећим редом:
Сконе — Блекинге — Еланд — Готланд — Смоланд — Естерјетланд — Седерманланд — Нерке — Вестманланд — Даларна — Упланд — Стокхолм — Јестрикланд — Хелсингланд — Меделпад — Онгерманланд — Вестерботен — Лапонија — Нурботен — Јемтланд — Херједален — Вермланд — Далсланд — Бухуслен — Вестерготланд — Холанд — Сканија. 
- Оригиналне илустрације из првог издања
- Нилс на фарми
- Фотографија Са „крова“ Кулаберга
- Рушевине цркве Св. Катарина у Висбију
- Ветрењаче на Еланду
- Спаваћа соба Карла IX у дворцу Грипсхолм
- Рудник Фалу

## Преводи и интерпретације
Преводи на различите језике по поглављима не прате увек оригинал. Такав је случај и са преводом на српски језик. 
Шездесетих година 20. века израелски дечији недељник „Прстаци“ (хебр. אצבעוני) објављивао је стрип лабаво заснован на шведском оригиналу, где је име главног јунака промењено у „Гил“, а локације пребачене у израелске пределе.

### Српска издања
Сагу о Нилсу Холгерсону на српски језик превеле су Јелена Протић-Крсмановић и Душанка Гутеша. Превод је први пут објављен 1952. године, а од тада је роман доживео више српских издања. Једно издање објављено је и под насловом Сага о Смиреу.
| „                                             | На писце Селма Лагерлеф делује обесхрабрујуће. Не зато што је већа и боља, већ пре свега, због тога што она успешно и суверено остварује сан свих оних који то хоће а не умеју: она не пише већ прича. А може и уме да прича јер она и није из овог света и литературе већ припада оним ретким и посвећеним који памте и причају велику загонетку живота | ” |
| — Душко Радовић (из рецензије за издање 1983) | |   |

## Филмске адаптације

### Совјетски краткометражни цртани филм из 1955.
Године 1955. снимљен је совјетски Краткометражни цртани филм под називом Зачарани дечак (рус. Заколдо́ванный ма́льчик), у трајању од 44 минута. Сценарио није урађен према оригиналној причи Селме Лагерлеф, већ према препричаној верзији Зоје Задунајске и Александре Љубарске из 1940. Радња филма скраћена је чак и у поређењу са овом препричаном верзијом. Филм је продуцирао московски студио Сојузмултфилм (рус. Союзмультфи́льм).

### Шведски дугометражни играни филм из 1962.
Године 1962. снимљен је дугометражни играни филм за децу (породични филм) Авантуре Нилса Холгерсона (швед. Nils Holgerssons underbara resa). Филм траје 95 минута. Улогу Нилсовог оца игра чувени шведски глумац Макс фон Сидоу, а улогу шведског краља који дечаку прича историју Стокхолма сам тадашњи краљ Густаф VI Адолф Шведски. У филму су, пратећи радњу романа, приказани велики делови Шведске, снимљени из хеликоптера.

### Јапанска цртана серија из 1980/81.
Јапанска цртана серија Чудесне Нилсове авантуре (јап. ニルスのふしきな旅 - Nirusu no fushigi na tabi) снимљена је 1980. Састоји од педесет и две епизоде у трајању по 25 минута. У Јапану је емитована од јануара 1980. до марта 1981. године. Осим у Јапану, серија је емитована у више од 20 земаља, између осталих у Западној Немачкој (1981), Холандији (1983), Француској (1984), Белгији (1987), Мађарској (1988), Пољској (1988), Финској (1989) и другим. Ово је била прва продукција јапанског Студија Pierrot (Мамору Ошии је био режисер серије). Ова цртана адаптација је прилично верна оригиналу, осим појаве Нилсовог љубимца хрчка, а већа улога је  додељена лисцу Смиреу. Године 1986. од серије је направљен и дугометражни цртани филм у трајању од 97 минута.

### Шведско-немачка мини серија из 2011.
За Божић 2011. премијерно је приказана мини серија, заправо филм у два дела Nils Holgerssons wunderbare Reise, укупног трајања 230 минута.. У овој адаптацији су, поред глумаца и живих животиња коришћене и лутке и 3D анимације животиња.

### Француска 3D анимирана серија из 2017.
Године 2017. француски Studio 100 Animation објавио је 3D анимирану ТВ серију од 52 епизоде трајања по 13 минута.

## Утицај на шведску културу
Роман за децу Селме Лагерлеф Сага о Нилсу Холгерсону (односно дословно преведено Чудесно путовање Нилса Холгерсона по Шведској) толико је познат у шведској култури да се слика Нилса Холгерсона на леђима гуске која лети изнад равница Сканије налазила на полеђини шведске новчанице од 20 круна све до 2015. године, када су ушле у употребу нове новчанице.
Силуета дечака који лети на гуски налази се и на логотипу компаније за дигиталне мапе „Теле Атлас”.
Призори које Нилс види док он и његова гуска лете изнад шведских предела приказани су на серији божићних тањира фирме Rörstrand Pottery. Тањири су се производили од 1970.  до 1999. године, а на њима су приказани топографија, архитектура, индустрија и дивља природа Шведске.
- Скулптура „Нилс Холгерсон” у Карлскрони.
- Постављање скулптуре „Нилс Холгерсон” у округу Сконе
- Сцена из књиге коју је шведски уметник метник Свен Ериксон (1899-1970) насликао 1935. у једној школи у Стокхолму (уље на платну)
- Дивља гуска предводница јата Ака од Кебнекајзе у приморском граду Смигехук